# Catabena bahamensis
Catabena bahamensis là một loài bướm đêm trong họ Noctuidae.